# Virgil Musta
Virgil Musta (n. 8 februarie 1884, Comuna Ghimbora, Județul Severin - ?) a fost un deputat în Marea Adunare Națională de la Alba Iulia, organismul legislativ reprezentativ al „tuturor românilor din Transilvania, Banat și Țara Ungurească”, cel care a adoptat hotărârea privind Unirea Transilvaniei cu România, la 1 decembrie 1918.

## Studii
Virgil Musta a absolvit facultatea teologică din Oravița în anul 1910.

## Activitate profesională
A fost preot doi ani în Ghimbora și trei ani în Mărghita, jud. Torontal. În anul 1918 a fost numit profesor la Institutul pedagogic din Caransebeș, iar în anul 1922 a fost ales protopop al Oraviței.

## Activitate politică
A fost de asemenea și reprezentant în toate corporațiunile bisericești și senator în două rânduri.